# Stadion Miejski w Kawadarci
Stadion Miejski w Kawadarci (mac. Градски Стадион) – stadion sportowy w Kawadarci, w Macedonii Północnej. Może pomieścić 5000 widzów. Swoje spotkania rozgrywa na nim drużyna Tikwesz Kawadarci.